# Jonathan Jacob Meijer
Jonathan Jacob Meijer (geboren 1981 oder 1982) ist ein Samenspender, der in den Niederlanden geboren wurde. Im April 2023 schätzte ein niederländisches Gericht, dass mit Meijers Ejakulat zwischen 500 und 600 Kinder gezeugt worden seien, möglicherweise sogar bis zu 3000 Kinder auf mehreren Kontinenten.

## Biografischer Hintergrund
Meijer wurde 1981 oder 1982 in eine Familie mit sieben weiteren Geschwistern geboren. Er studierte Sozialkunde auf Lehramt und arbeitete bis 2010 als Lehrer. Beschäftigungen als Postbote und Berater für Kryptowährungen folgten. 2023 gab er Musiker als Beruf an.

## Illegale Samenspenden und Gefahr ungewollten Inzests
Meijer begann im Jahr 2007 mit Samenspenden.
Im Jahr 2017 wurde Meijer die Samenspende für niederländische Kliniken untersagt, nachdem die niederländische Gesellschaft für Geburtshilfe und Gynäkologie festgestellt hatte, dass er der Vater von über 100 Kindern war, die in elf verschiedenen Kliniken durch künstliche Befruchtungen gezeugt wurden. In den Niederlanden verpflichtet sich ein Samenspender per Gesetz einer einzigen Samenbank und diese darf maximal 25 Portionen des Ejakulats für künstliche Befruchtungen zur Verfügung stellen. Die Dutch Donor Child Foundation stellte fest, dass zusätzlich zu den 102 in Kliniken in-vitro-gezeugten Kindern mindestens 80 weitere Kinder in den Niederlanden durch private Vereinbarungen gezeugt wurden.
Die Spermien von Meijer sollen so weit verbreitet sein, dass in Almere drei seiner Kinder in derselben Nachbarschaft gewohnt und sogar gemeinsam dieselbe Kindertagesstätte besucht haben sollen.
Nach seinem Spenderverbot in den Niederlanden spendete Meijer weiterhin für internationale Kliniken wie Cryos International sowie für private Websites. Meijer hat auch in der Ukraine gespendet, und angesichts seiner zahlreichen Reisen u. a. nach Mexiko ist es nicht ausgeschlossen, dass auch hier gespendet wurde. Meijers Nachkommen leben auch in Spanien, Deutschland, Italien, Belgien, Australien und Argentinien.

## Gerichtsverfahren
Im Jahr 2023 reichte die Donorkind-Stiftung eine Zivilklage gegen Meijer ein, in der sie gerichtliche Schritte beantragte, da sie einen ungewollten Inzest unter den Kindern befürchtete und die niederländische Höchstzahl von 25 Spenderkindern überschritten wurde. Meijer verteidigte sich damit, dass er lediglich Eltern helfen wollte, die nicht schwanger werden konnten, und dass eine Entscheidung gegen ihn einer juristischen Kastration gleichkäme. Meijer erklärte dem Gericht, dass er derzeit nur an Eltern spendet, die bereits ein Kind mit ihm gezeugt haben.
Im April 2023 ordnete ein niederländisches Gericht an, dass Meijer kein Sperma mehr spenden darf, und verurteilte ihn zu einer Geldstrafe von 100.000 Euro für jeden weiteren Verstoß. Außerdem wurde Meijer vom Gericht angewiesen, die Vernichtung seines in Kliniken gelagerten Samens zu beantragen, es sei denn, er wird als Reserve für Eltern von Kindern gehalten, die mit seinem Samen gezeugt wurden. Das Gericht stellte fest, dass Meijer die Empfänger von Samenspenden über die Zahl der von ihm gezeugten Kinder „absichtlich falsch informiert“ hat. Das Gericht stellte fest, dass dadurch ein „riesiges Verwandtschaftsnetz mit Hunderten von Halbgeschwistern“ entsteht und dass es „hinreichend plausibel“ ist, dass die Kinder dadurch negative psychosoziale Folgen erleiden könnten.

## Selbsteinschätzung
Während des Prozesses wurde Meijer mit dem Vorwurf des Klägeranwalts konfrontiert, dass die Kinder emotionale Probleme hätten, unter anderem weil sie nicht all ihre Halbgeschwister kennenlernen könnten. Auf die Frage des Richters, wie er sich eine Familie mit 550 Kindern vorstelle, antwortete Meijer, dass es sich dabei um ein „neues Konzept“ handele, und bemerkte: „Es liegt an uns, das zu gestalten. Die Frage ist auch: Ist es notwendig, mit all den anderen Kindern eine Beziehung einzugehen?“ Diese Bemerkung kam bei den Empfängereltern nicht gut an, deren Anwältin erklärte, dass sie das Gefühl hätten, in ein „seltsames soziales Experiment“ geraten zu sein. Meijer bezeichnete sich selbst als „bekannter Spender plus“ und war der Meinung, sich stark für die Kinder einzusetzen, die er gezeugt habe. Sein Anwalt sagte: „Am Vatertag bekommt er Dutzende von Paketen mit netten Basteleien zugeschickt. Er hat jeden Tag mit den Kindern und ihren Eltern zu tun.“

## Netflix-Dokumentation
Im Juli 2024 veröffentlichte Netflix eine Dokumentation über Meijer, die den Namen Der Mann mit 1000 Kindern trägt. In der Dokumentation werden die durch Meijer gezeugten Kinder auf zwischen 500 und 3000 geschätzt. Im September 2024 gab Meijer bekannt, dass er gegen die Ausstrahlung der Serie Klage eingereicht habe, da die Zahlen über seine Vaterschaften in der Serie nicht wahrheitsgemäß dargestellt worden seien.